# Microserica sexflabellata
Microserica sexflabellata är en skalbaggsart som beskrevs av Moser 1913. Microserica sexflabellata ingår i släktet Microserica och familjen Melolonthidae. Inga underarter finns listade i Catalogue of Life.